# Saltos ornamentais nos Jogos Pan-Americanos de 2019 - Trampolim de 3 m sincronizado feminino
A competição do trampolim de 3 m sincronizado feminino é um dos eventos dos saltos ornamentais nos Jogos Pan-Americanos de 2019, em Lima. Foi disputada no Centro Aquático Nacional no dia 1 de agosto de 2019.

## Calendário
Horário local (UTC-5).
| Data        | Horário | Fase   |
| ----------- | ------- | ------ |
| 1 de agosto | 19:00   | Finais |

## Medalhistas
| Ouro   | CAN Jennifer Abel e Pamela Ware        |
| Prata  | USA Brooke Schultz e Sarah Bacon       |
| Bronze | MEX Paola Espinosa e Dolores Hernández |

## Resultado final
| Pos.              | Saltador                         | Nacionalidade      | Pontos |
| ----------------- | -------------------------------- | ------------------ | ------ |
| Medalha de ouro   | Jennifer Abel Pamela Ware        | CAN Canadá         | 309.60 |
| Medalha de prata  | Brooke Schultz Sarah Bacon       | USA Estados Unidos | 290.10 |
| Medalha de bronze | Paola Espinosa Dolores Hernández | MEX México         | 285.00 |
| 4                 | Diana Pineda Steffanie Madrigal  | COL Colômbia       | 249.78 |
| 5                 | Anisley García Prisis Ruiz       | CUB Cuba           | 238.83 |
| 6                 | Luana Wanderley Juliana Veloso   | BRA Brasil         | 232.29 |
| 7                 | Luciana Gil Pamela Reyes         | PER Peru           | 196.23 |